# Annie Oakley (1935)
Annie Oakley is een Amerikaanse western uit 1935 onder regie van George Stevens.

## Verhaal
Annie Oakley krijgt gaat als scherpschutter aan de slag bij de Wild West Show van Buffalo Bill. Ze wordt er erg geliefd. Daardoor ontstaat er een wedijver met haar mannelijke collega Toby Walker, die hun groeiende romance in de weg staat.

## Rolverdeling
| Acteur             | Personage      |
| ------------------ | -------------- |
| Barbara Stanwyck   | Annie Oakley   |
| Preston Foster     | Toby Walker    |
| Melvyn Douglas     | Jeff Hogarth   |
| Moroni Olsen       | Buffalo Bill   |
| Pert Kelton        | Vera Delmar    |
| Andy Clyde         | MacIvor        |
| Chief Thunderbird  | Sitting Bull   |
| Margaret Armstrong | Mevrouw Oakley |
| Delmar Watson      | Wesley Oakley  |
| Adeline Craig      | Susan Oakley   |